# Les Assions
Les Assions är en kommun i departementet Ardèche i regionen Auvergne-Rhône-Alpes i sydöstra Frankrike. Kommunen ligger  i kantonen Les Vans som ligger i arrondissementet Largentière. År 2022 hade Les Assions 768 invånare.

## Befolkningsutveckling
Antalet invånare i kommunen Les Assions
Referens: INSEE